# Псевдобульба
Псевдобульба, или ложная луковица, или туберидий, или надземный клубень, или воздушный клубень — утолщённая околоземная (околосубстратная) часть стебля у представителей семейства орхидных (Orchidaceae), характерный орган эпифитных представителей этого семейства. Служит растениям в качестве особого органа для хранения воды и питательных веществ.

## Строение и особенности
Псевдобульбы у одних видов образуются из одного междоузлия, у других — из нескольких (иногда — из всей вертикально растущей части стебля).
Характерным внешним отличительным признаком псевдобульб, если сравнивать их с настоящими луковицами и клубнелуковицами, является то, что псевдобульбы находятся над поверхностью земли и имеют зелёную окраску.
Размер псевдобульб сильно варьируется — от крохотных (род Bulbophyllum) до шарообразных размером более 15 см (род Peristeria). Форма псевдобульб также бывает очень разной — удлинённой (веретенообразной, луковицеобразной, цилиндрической), шарообразной, плоской (похожей на лепёшки).
Из псевдобульбы вырастают как листья, так и цветоносы.
Псевдобульба состоит из относительно мягкой слизеобразной ткани, защищённой от испарения толстостенной эпидермой. У некоторых орхидей (например, из рода Bulbophyllum) в верхней части псевдобульбы имеется полость, в которой находятся устьица, через которые осуществляется газообмен с атмосферой.

Время существования отдельной псевдобульбы — от одного года до пяти лет, иногда дольше (например, у представителей рода Cymbidium — до 12 лет).